# 李万
李万（？—743年），唐朝宗室，唐高祖的玄孙，舒王李元名的曾孙，豫章郡王李亶的孙子，嗣舒王李津的儿子（《新唐书宗室世系表》以李万为李津的孙子）。
开元年间，李津官至左威卫将军，之后去世。其子李万嗣爵舒王，李万于天宝二年（743年）去世，其子李藻嗣舒王。根据《唐嗣郢王李佑墓志》，李津之子李適，李適短命没有任官，李適的儿子是嗣舒王李藻。